# Alcalá de Henares
Alcalá de Henares is een stad en gemeente in Spanje, in de regio Madrid, gelegen op ongeveer 35 kilometer ten noordoosten van het centrum van de hoofdstad. De stad telt 195.982 (2021) inwoners. Men spreekt simpelweg van Alcalá maar ‘de Henares’ wordt toegevoegd om onderscheid te maken met andere steden die de naam Alcalá dragen, een woord afgeleid van het Arabisch voor ‘vesting’.
De Universiteit en het historisch centrum van Alcalá de Henares behoren tot het UNESCO Werelderfgoed.

## Geschiedenis
Tijdens de Romeinse periode werd de stad Complutum genoemd en had ze met 10.000 inwoners de status van municipium. In de 5de eeuw werd het gebied veroverd door de Visigoten. Na 711 bouwden de Moren een versterk kasteel in de naburige heuvels thans nog gekend als Alcalá la Vieja. In 1118 werd het gebied tijdens de reconquista veroverd door de christenen en werd de Moorse site verlaten voor de vroegere Romeinse stad. Door zijn centrale ligging was de stad een frequente verblijfplaats voor de koningen van Castilië.
In 1480 had Christoffel Columbus in Alcalá zijn eerste contact met de Katholieke Koningen in verband met de financiering van zijn reizen richting Nieuwe Wereld.
In 1496 stichtte kardinaal Cisneros hier de Universidad Complutense welke tijdens de Renaissanceperiode een belangrijk centrum werd. In 1836 verhuisde deze universiteit naar Madrid onder de naam van Universidad Complutense de Madrid. In 1977 werd een nieuwe universiteit in de oude gebouwen opgericht onder de naam Universidad de Alcalá de Henares.

## Demografische ontwikkeling
Bron: INE; 1857-2011: volkstellingen
Opm: Bevolkingscijfers in duizendtallen

## Historische figuren
De schrijver Miguel de Cervantes is in 1547 geboren in Alcalá de Henares. De stad herdenkt zijn geboortedag elk jaar op 9 oktober en organiseert een jaarlijks Cervantes festival. Het standbeeld van Cervantes staat op de Plaza Cervantes.
Kardinaal Cisneros is een andere historische figuur verbonden aan Alcalá de Henares.
Hij stichtte er in 1496 de Universidad Complutense. Onder zijn leiding werd in Alcalá een meertalige Bijbel uitgegeven. De zogenaamde Biblia Complutensa polyglotta was de eerste van een reeks soortgelijke Bijbeluitgaven welke in de 16de eeuw tot stand kwamen.
Paus Franciscus studeerde van 1969 tot en met 1971 in Alcalá de Henares om zich voor te bereiden op een leven als jezuïet.

## Kunst en cultuur

### Musea
- Museo de Escultura al Aire Libre de Alcalá de Henares
- Casa de Miguel de Cervantes

## Geboren in Alcalá de Henares
- Catharina van Aragon (1485-1536), koningin van Engeland van 1509 tot 1534
- Ferdinand I (1503-1564), keizer van het Heilige Roomse Rijk, koning van Bohemen en Hongarije
- Miguel de Cervantes (1547-1616), roman- en toneelschrijver
- Manuel Azaña (1880-1940), politicus, laatste president van de Tweede Spaanse Republiek en schrijver
- Daniel Diges (1981), zanger
- Álex Fernández (1992), voetballer
- Pedro Obiang (1992), voetballer
- Cristian Benavente (1994), Peruviaans voetballer

## Afbeeldingen

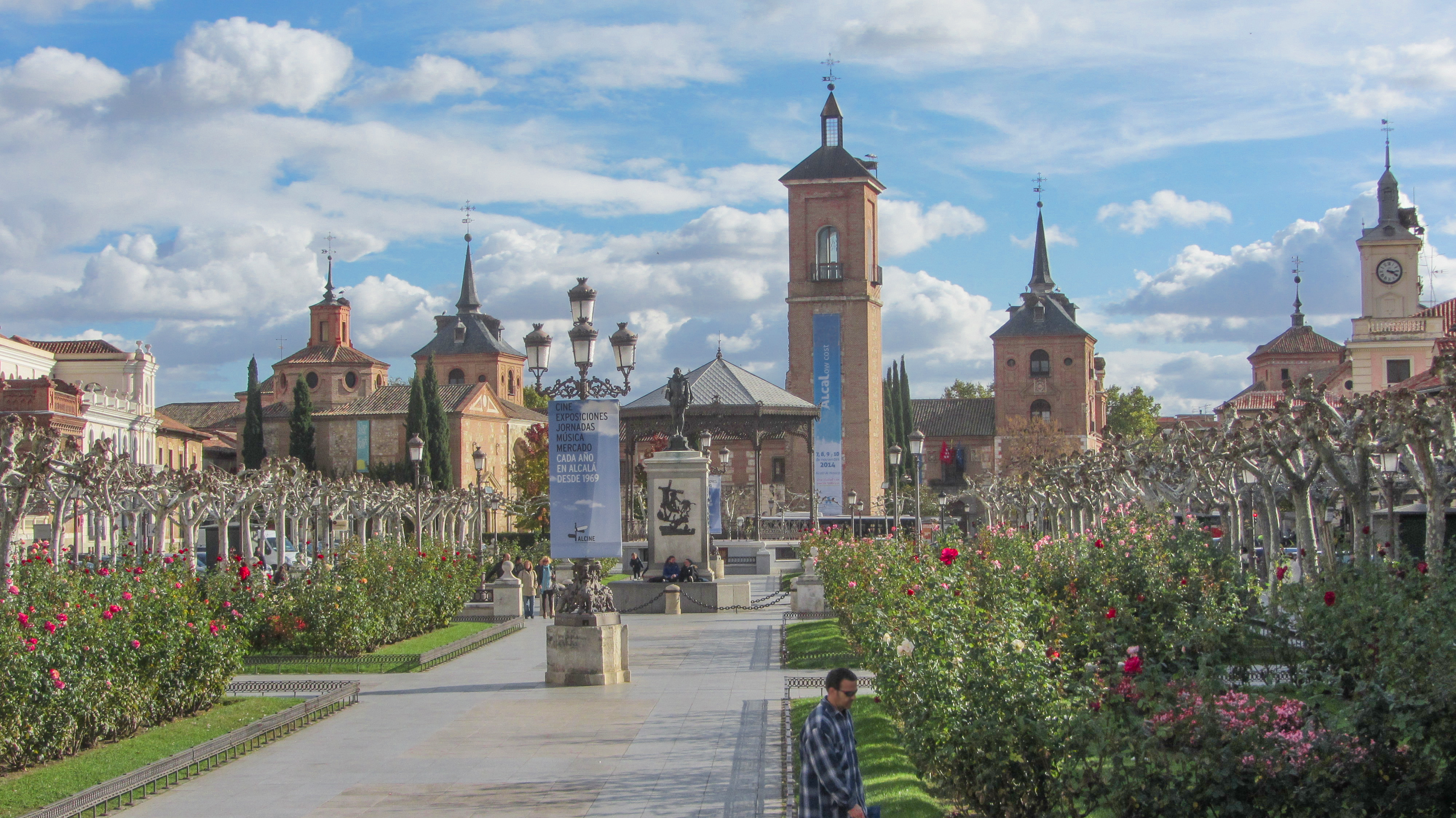
Plaza de Cervantes
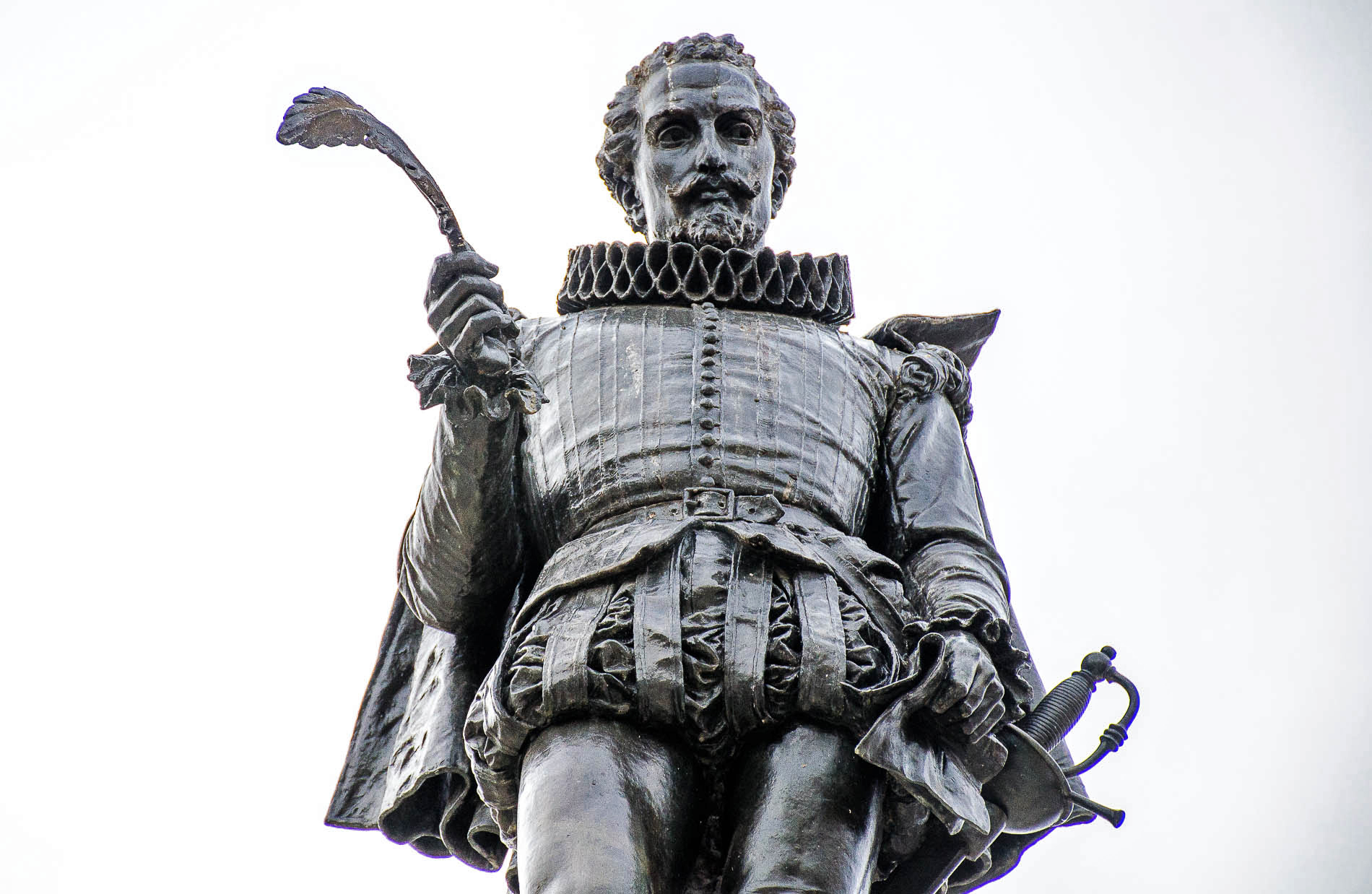
Standbeeld van Cervantes
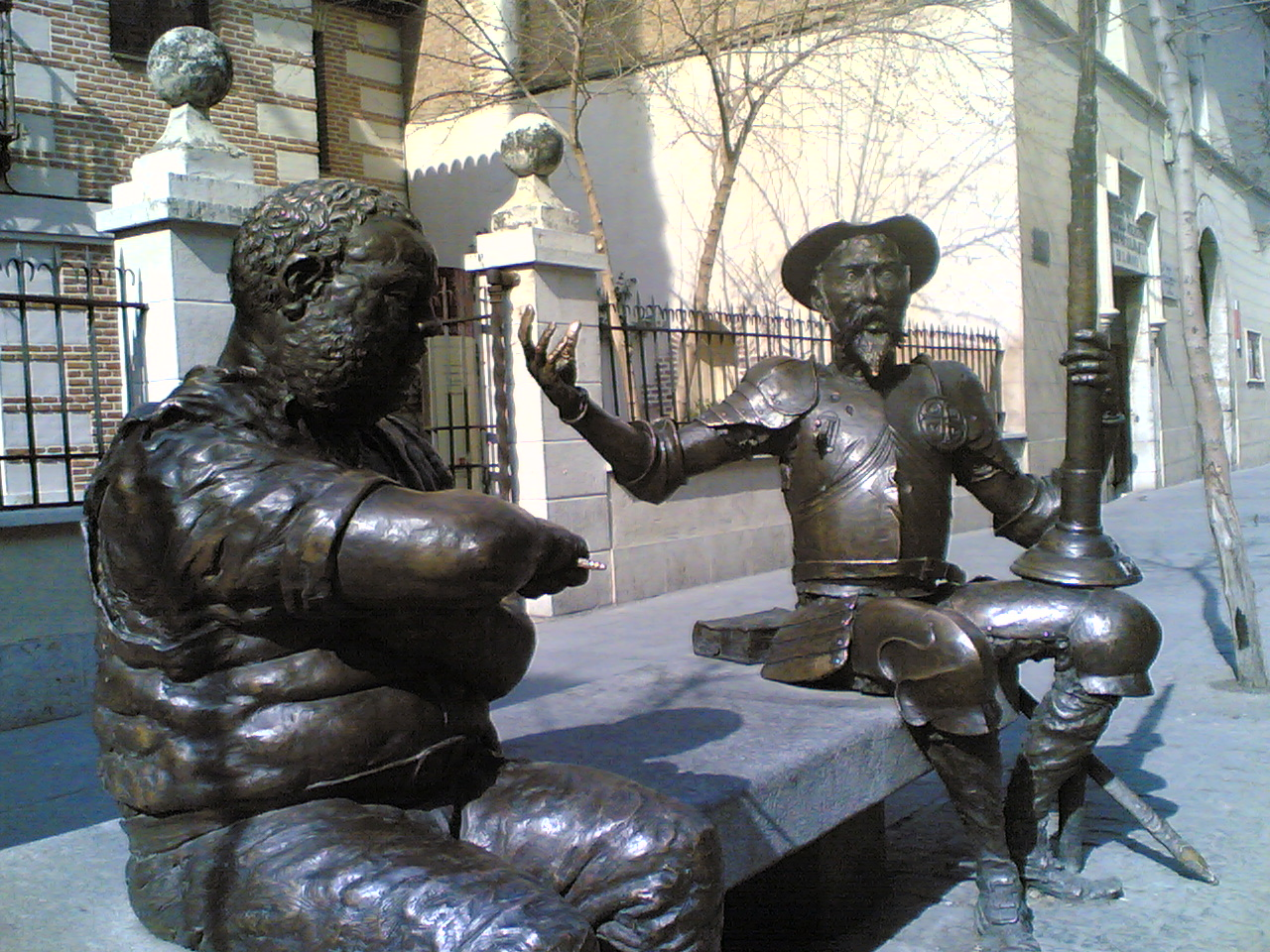
Don Quijote en Sancho vóór het geboortehuis van Cervantes
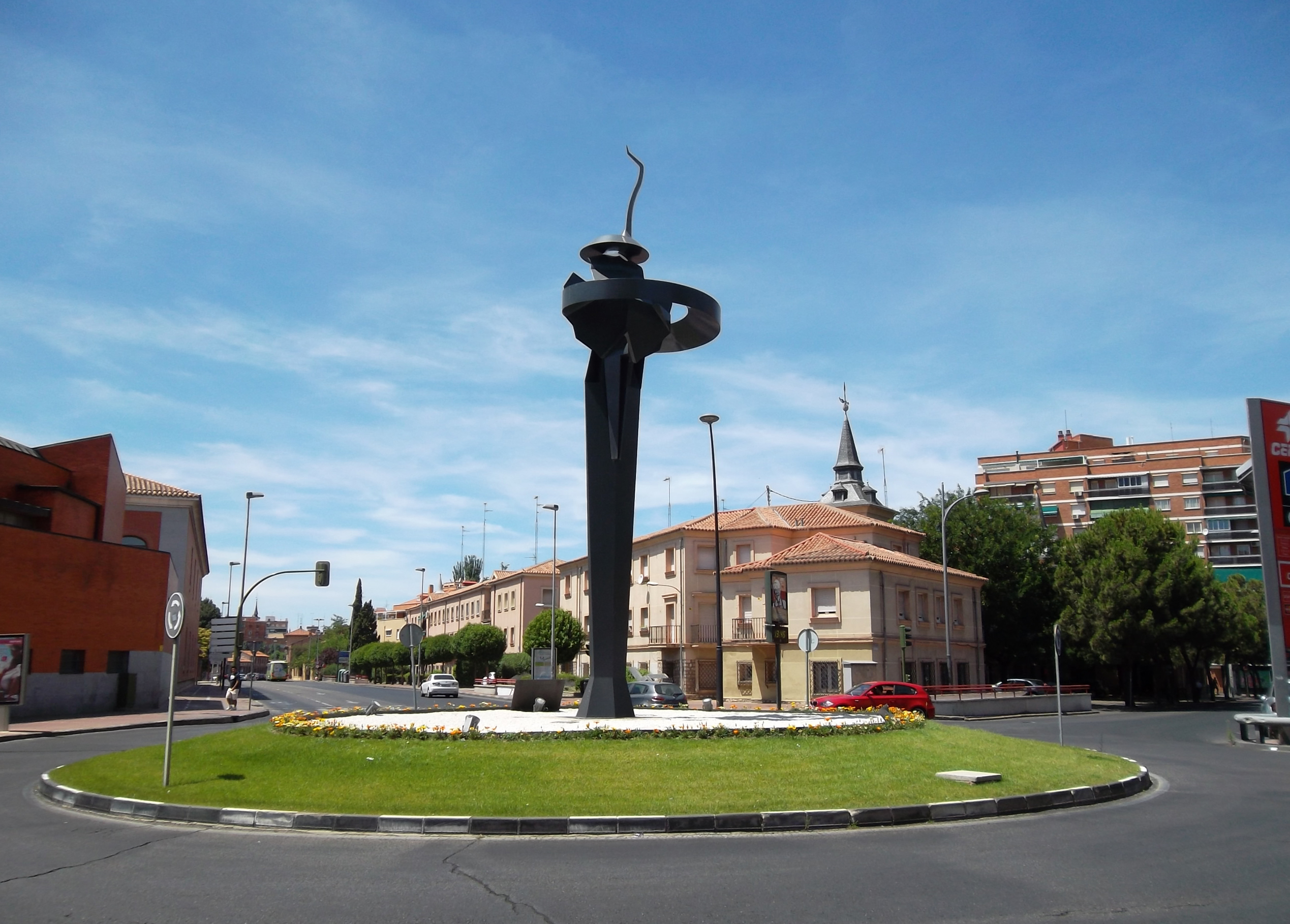
Monumento al Quijote van Enrique Carbajal González
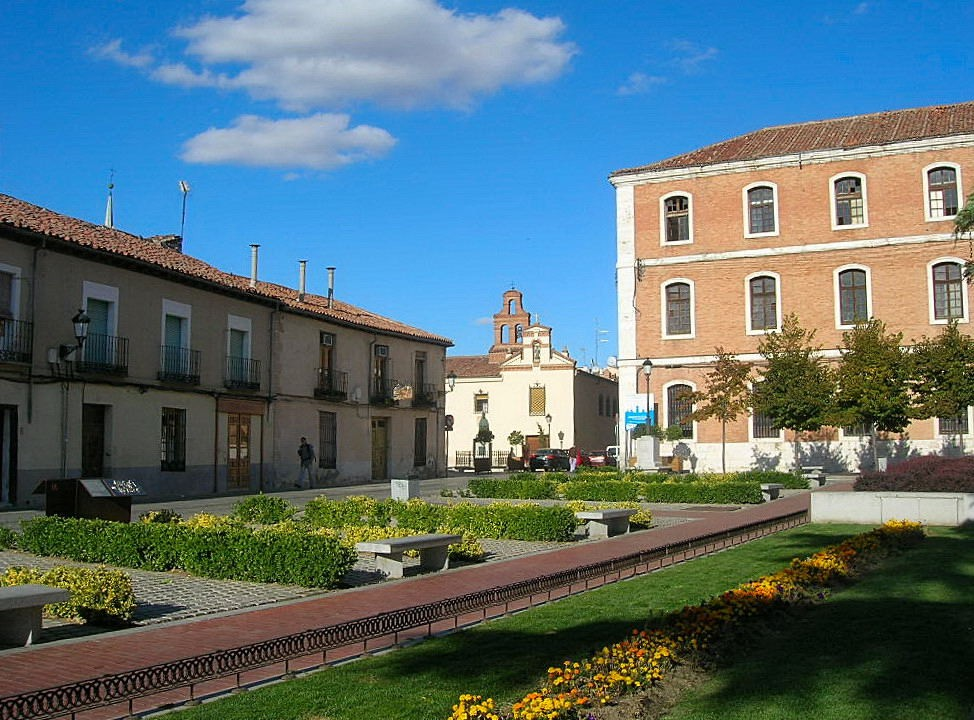
Plaza de San Diego
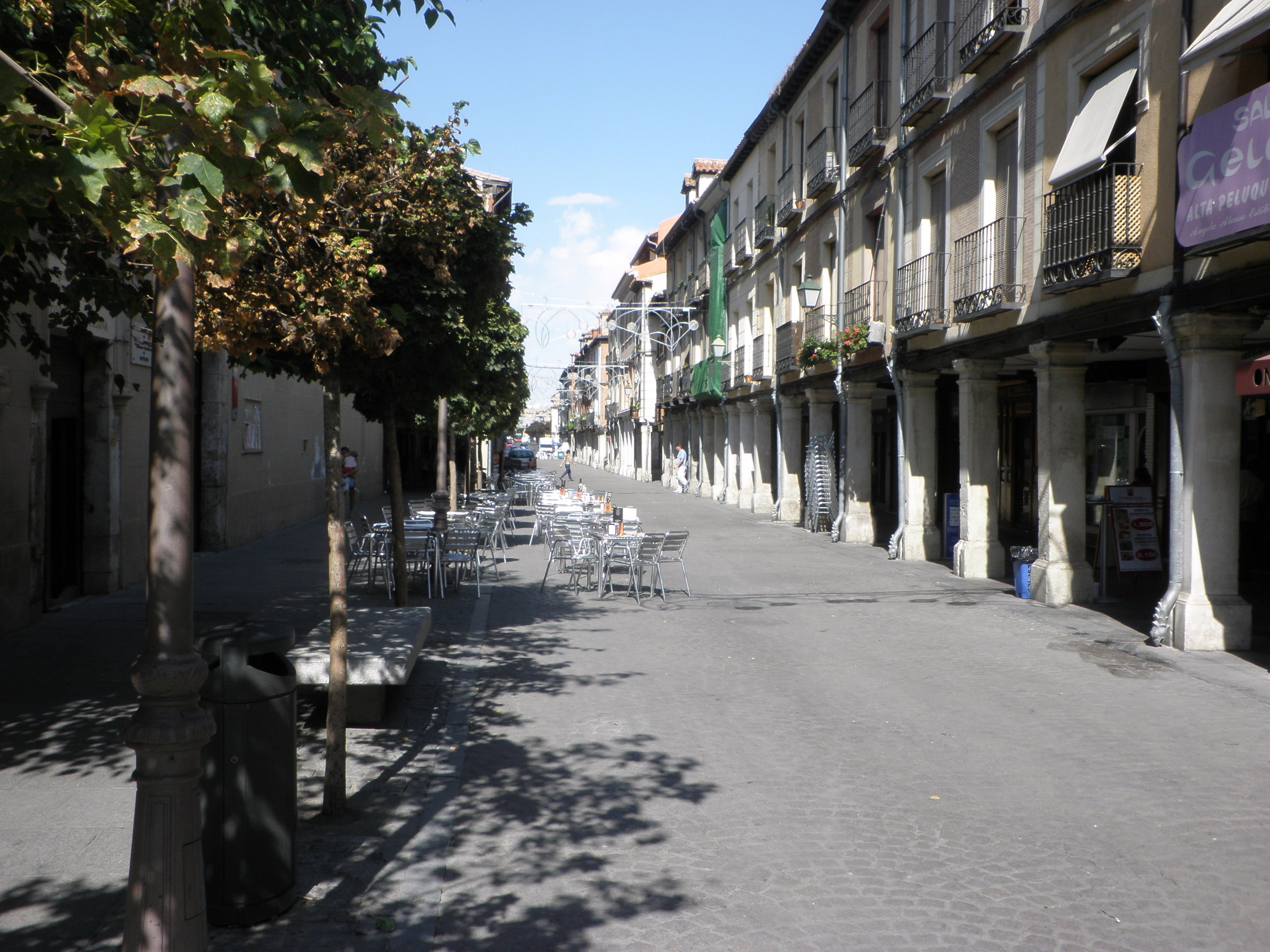
Calle Mayor, straat in Alcalá
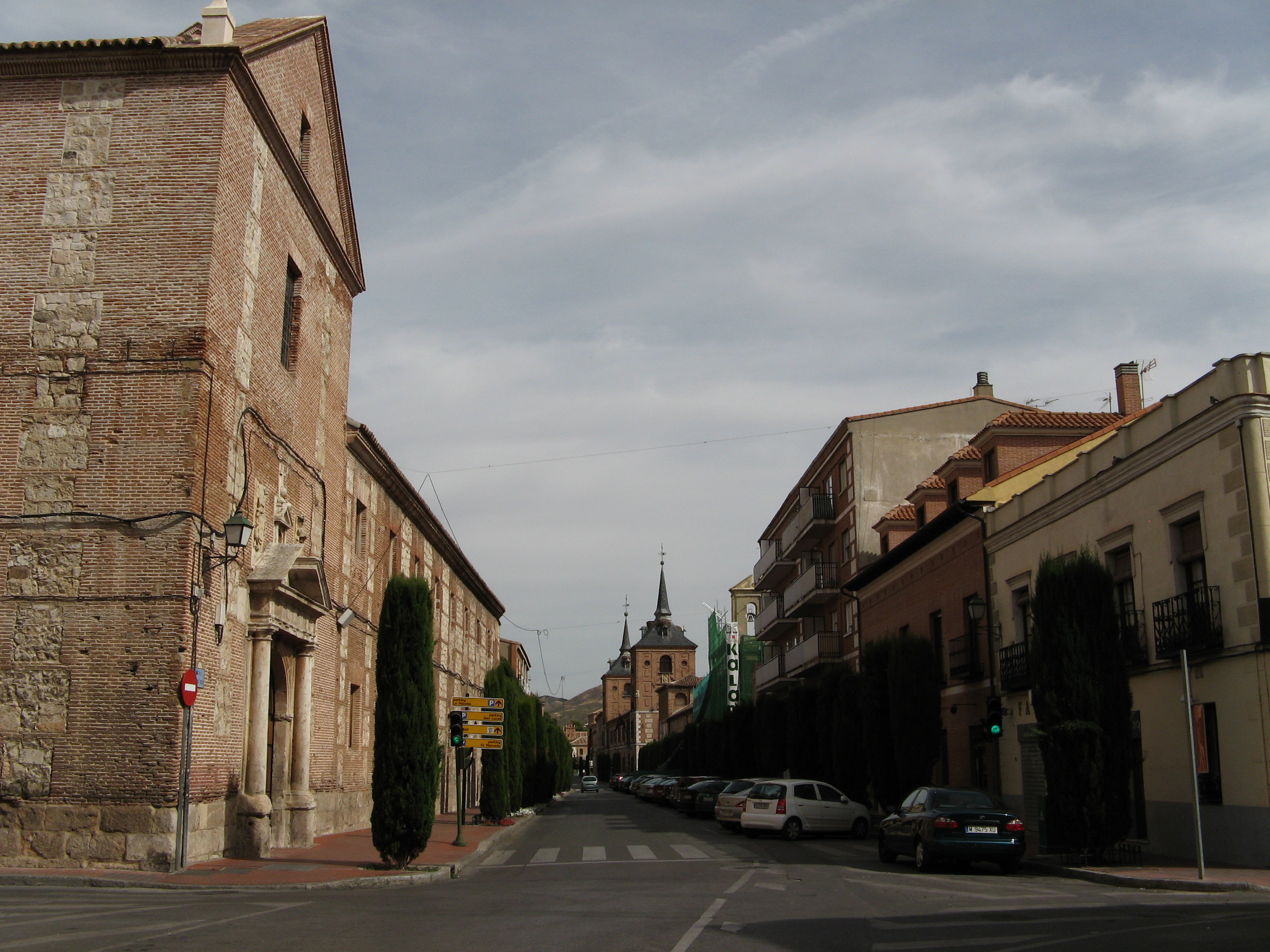
Calle Santa Úrsula, straat in Alcalá
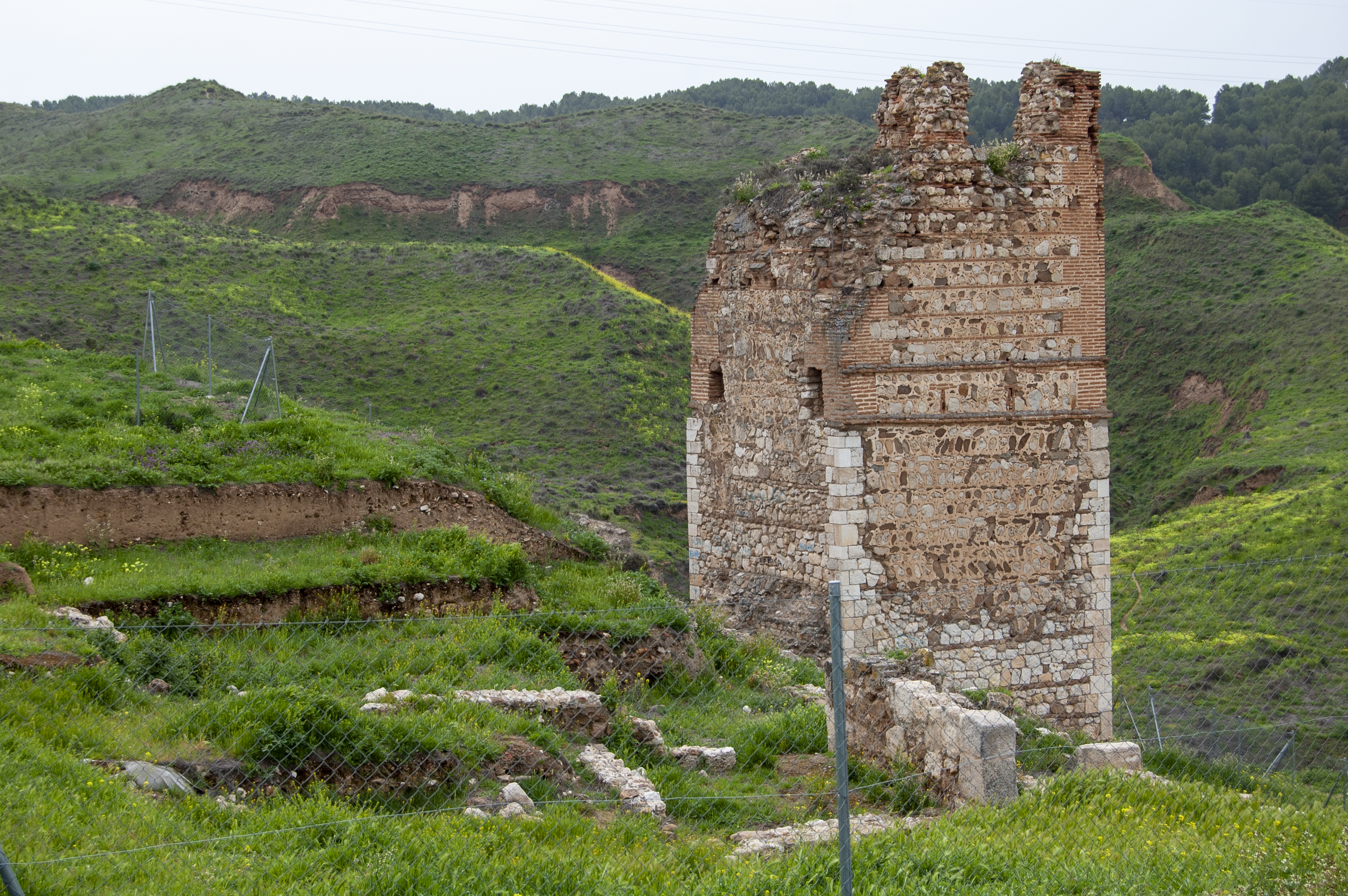
Alcalá la Vieja